# Eurovision Song Contest 2005
Der 50. Eurovision Song Contest fand am 19. und 21. Mai 2005 in der ukrainischen Hauptstadt Kiew statt. Gewinnerin wurde Elena Paparizou, die für Griechenland mit dem Lied My Number One antrat.
Veranstaltungsort war der Sportpalast Kiew (Palats Sportu) in der Innenstadt. Präsentiert wurden die Sendungen von den Moderatoren Marija Jefrossynina und Pawlo Schylko, der in der Ukraine unter seinem Künstlernamen DJ Pasha bekannt ist und im vorherigen Jahr die Wertung seines Landes verlas. Der ukrainische Präsident Wiktor Juschtschenko und die ukrainische Ministerpräsidentin Julija Tymoschenko waren beim Finale persönlich anwesend. Das Televoting im Finale wurde von den aus der Ukraine stammenden Profiboxern Vitali Klitschko und Wladimir Klitschko eröffnet. Wladimir Klitschko und die Vorjahressiegerin Ruslana führten zudem Interviews im Greenroom und vergaben die Siegertrophäe. Darüber hinaus überreichte Präsident Juschtschenko der Gewinnerin persönlich ein Eurovisions-Zeichen aus 500 Gramm Gold.

## Besonderheiten
Ruslana sollte eigentlich als Moderatorin auftreten, sagte aber am 4. Mai durch ihr Management ab. Begründet wurde dies offiziell damit, dass sie aufgrund einer Benefiz-Veranstaltung zwei Tage zuvor nicht in der Lage sei, sich ausreichend auf die Proben zu konzentrieren. Aus Kreisen des Veranstalters European Broadcasting Union heißt es jedoch, der wahre Grund sei die Kritik an Ruslanas mangelhaften englischen und französischen Sprachkenntnissen, die bei der Punktevergabe zu Irritationen führen könnten.
Die Ukraine nutzte die Gelegenheit, sich mit der Veranstaltung des Wettbewerbs als modernes europäisches Land zu präsentieren. Während der ganzen Woche vor dem Finale war das Zentrum von Kiew Ziel von Besuchern aus aller Welt, denen ein umfangreiches Rahmenprogramm angeboten wurde. Teilnehmer wie der Journalist und Grand-Prix-Experte Jan Feddersen sagten, diese vielfältigen Themenparties und Club-Auftritte der Künstler wären das eigentliche Erlebnis des Events gewesen. Auf Großbildleinwänden wurde der Wettbewerb abends live auf den Maidan Nesaleschnosti übertragen.

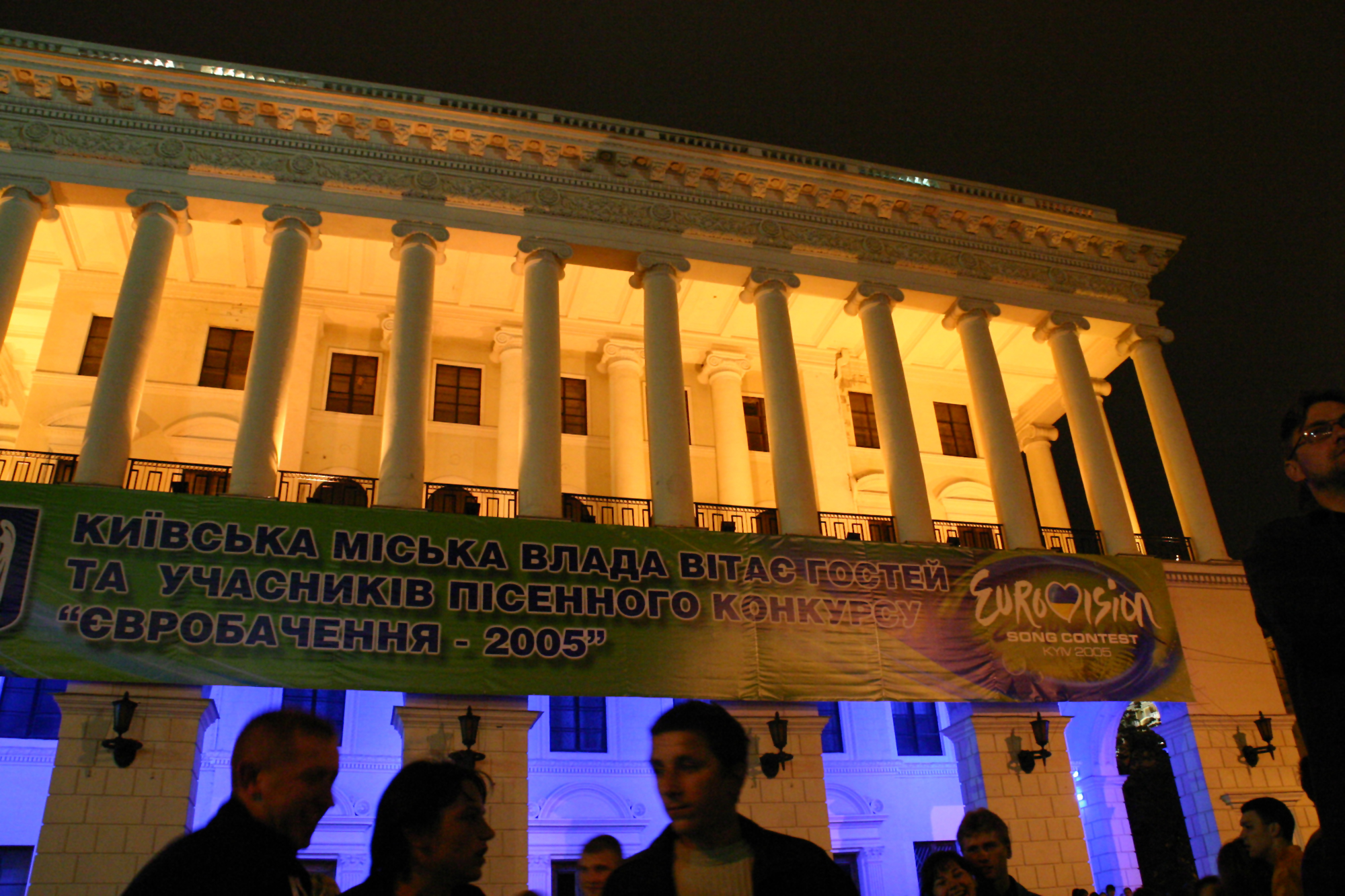
Dekoration am Platz der Unabhängigkeit (Maidan Nesaleschnosti)
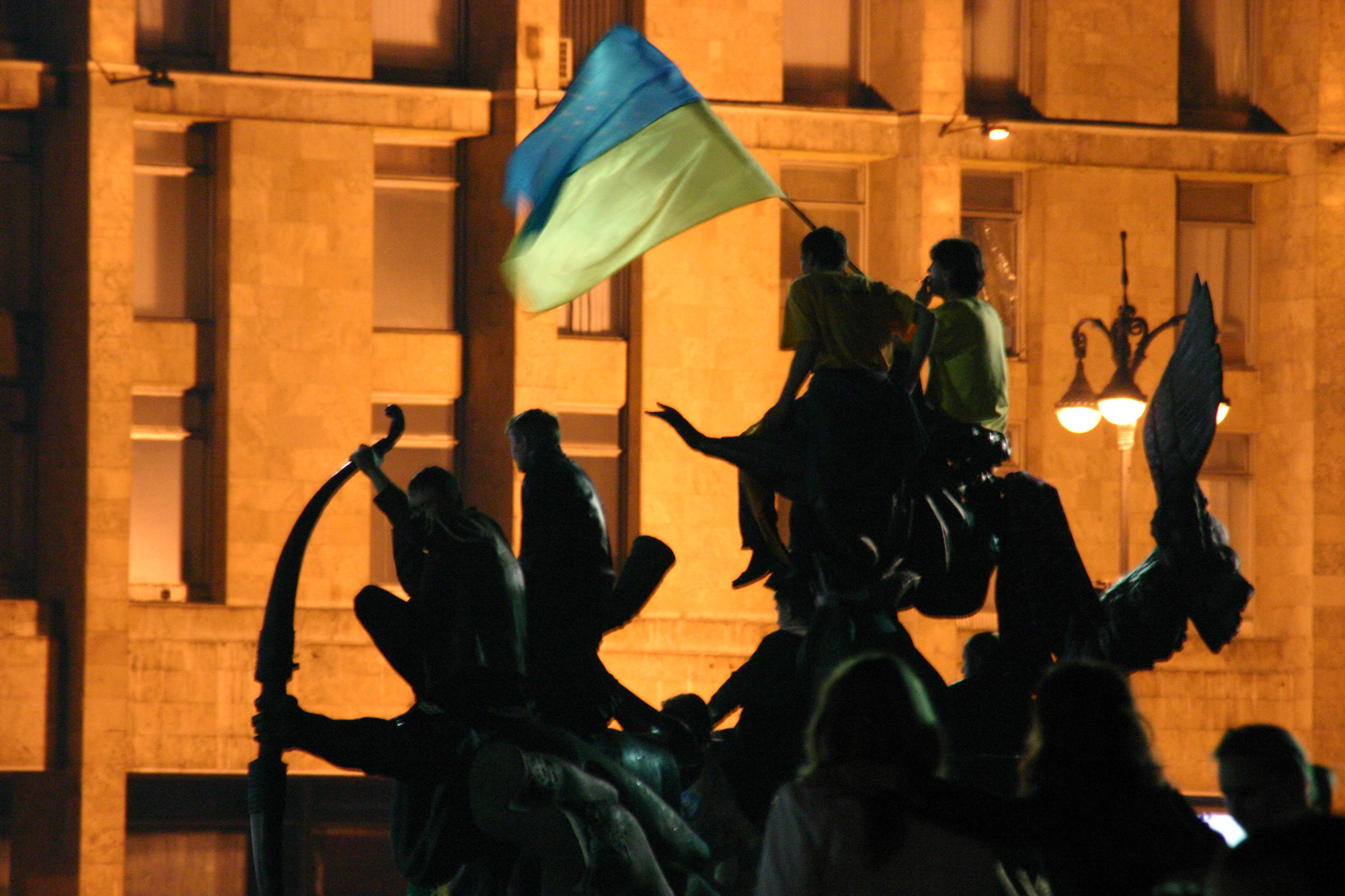
Zuschauer während der Übertragung auf Großbildleinwänden
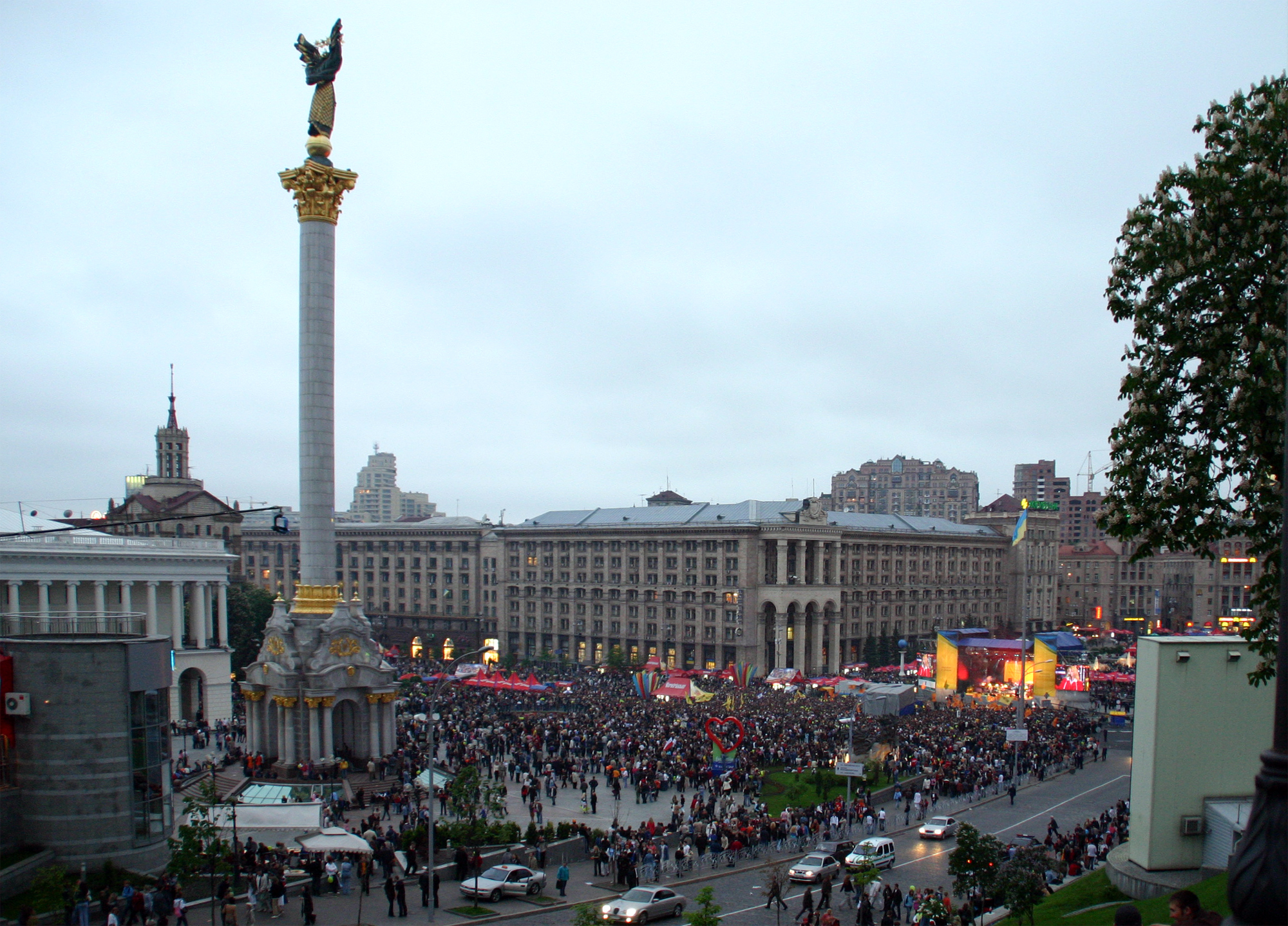
Konzert am Samstag vor dem Finale auf dem Maidan

Die Teilnahme der Sängerin Gracia für Deutschland war umstritten, da ihr Produzent David Brandes zugeben musste, dass er den Titel Run & Hide durch gezielte CD-Aufkäufe in die Hitparaden gepusht hatte. Er wurde daraufhin von der deutschen Delegation ausgeschlossen. Er hatte aber ebenfalls den Beitrag der estnischen Girlgroup Vanilla Ninja komponiert und reiste als Mitglied der Schweizer Delegation an.
Die Großen Vier belegten im Finale allerdings die letzten vier Plätze und wären ohne ihren Sonderstatus für das Finale des Eurovision Song Contest 2006 nicht qualifiziert gewesen.
In diesem Jahr wurde der von einer Fanseite initiierte Barbara Dex Award zum neunten Mal vergeben. Mit diesem nicht ganz ernst zu nehmenden Preis soll das „schlechteste“ Outfit des Wettbewerbes ausgezeichnet werden. Der diesjährige Gewinner war Martin Vučić aus Mazedonien.

## Teilnehmer

Länder, die im Jahr 2005
nicht teilnahmen, aber mal teilgenommen hatten
teilnahmen
im Halbfinale ausschieden

Mit 39 teilnehmenden Ländern war der Eurovision Song Contest 2005 die zum damaligen Zeitpunkt zahlenmäßig größte Veranstaltung im Rahmen dieses Wettbewerbs. Bulgarien und Moldau nahmen das erste Mal am Wettbewerb teil. Ungarn kehrte zurück.
Wie im Vorjahr gab es zwei Tage vor dem Finale ein Halbfinale, aus der die zehn Erstplatzierten das Finale erreichen. Vierzehn weitere Länder waren bereits für die Endrunde qualifiziert: die Bestplatzierten des Vorjahres sowie die Großen Vier der European Broadcasting Union (Deutschland, Frankreich, das Vereinigte Königreich und Spanien).
Ursprünglich sollte auch der Libanon teilnehmen. Télé Liban hatte die Sängerin Aline Lahoud und das Lied Quand tout s’enfuit sogar schon als Beitrag des Landes ausgewählt. Der Sender sagte jedoch am 18. März 2005 die Teilnahme ab. Télé Liban begründete seinen Schritt damit, dass die Gesetzeslage des libanesischen Staates eine Übertragung des israelischen Beitrages unmöglich machen würde. Das ESC-Reglement fordert allerdings, dass die gesamte Sendung übertragen wird.

### Wiederkehrende Interpreten
| Land                    | Interpret                          | Vorherige(s) Teilnahmejahr(e)                              |
| ----------------------- | ---------------------------------- | ---------------------------------------------------------- |
| Andorra                 | Anabel Conde (Begleitung)          | 1996 für Spanien                                           |
| Bosnien und Herzegowina | Mija Martina (Begleitung)          | 2003                                                       |
| Dänemark                | Kenny Lübcke (Begleitung)          | 1992                                                       |
| Dänemark                | Kenny Lübcke (Begleitung)          | Begleitung: 1999 und 2002                                  |
| Griechenland            | Elena Paparizou                    | 2001 (als Mitglied von Antique)                            |
| Griechenland            | Alexandros Panayi (Begleitung)     | 1995 für Zypern • 2000 für Zypern (als Mitglied von Voice) |
| Griechenland            | Alexandros Panayi (Begleitung)     | Begleitung: 1989 und 1991 für Zypern                       |
| Island                  | Selma                              | 1999                                                       |
| Malta                   | Chiara                             | 1998                                                       |
| Zypern                  | Constantinos Christoforou          | 1996 • 2002 (als Mitglied von One)                         |
| Zypern                  | Elina Konstantopoulou (Begleitung) | 1995 für Griechenland                                      |

## Abstimmungsverfahren
Seit 2004 werden die Punkte in allen Ländern mit dem Televoting-Verfahren ermittelt. In fast allen Teilnehmerländern wurden bereits in der Vergangenheit auch die Fernsehzuschauer an der Punktevergabe beteiligt. Das Lied mit den meisten Stimmen erhielt zwölf Punkte, das mit den zweitmeisten zehn Punkte. Die nachfolgend platzierten Songs wurden mit acht Punkten bis hinunter zu einem Punkt gewertet.
Alle 39 teilnehmenden Länder stimmten sowohl im Halbfinale wie auch im Finale ab. Im Halbfinale wurden am Ende lediglich die zehn Länder, die ins Finale kommen, in willkürlicher Reihenfolge bei der Nennung der Sieger genannt; im Finale wurden die Ergebnisse der einzelnen Abstimmungen traditionsgemäß per Liveschaltung in die jeweiligen Länder verlesen. Dabei gaben zunächst die nicht-qualifizierten Länder in der Reihenfolge der Halbfinal-Auftritte ihre Punkte ab, gefolgt von den 24 qualifizierten Ländern entsprechend der Startreihenfolge im Finale.

## Halbfinale
Die folgenden 25 Länder nahmen am 19. Mai am Halbfinale teil. Die Startreihenfolge wurde am 21. März ausgelost. Für das Finale konnten sich die grün markierten Länder qualifizieren.
| Platz | Startnr. | Land        | Interpret                             | Lied Musik (M) und Text (T) | Sprache                 | Übersetzung (Inoffiziell)   | Punkte |
| ----- | -------- | ----------- | ------------------------------------- | --- | ----------------------- | --------------------------- | ------ |
| 01.   | 14       | Rumänien    | Luminița Anghel & Sistem              | Let Me Try M/T: Cristian Faur | Englisch                | Lass es mich versuchen      | 235    |
| 02.   | 04       | Moldau      | Zdob și Zdub                          | Bunica bate doba M: Mihai Gîncu; T: Roman Iagupov | Englisch, Rumänisch     | Großmama haut auf die Pauke | 207    |
| 03.   | 24       | Dänemark    | Jakob Sveistrup                       | Talking to You M/T: Andreas Mørck, Jacob Launbjerg | Englisch                | Spreche mit dir             | 185    |
| 04.   | 20       | Kroatien    | Boris Novković feat. Lado members     | Vukovi umiru sami M: Franjo Valentić; T: Boris Novković                                                                                               | Kroatisch               | Wölfe sterben einsam        | 169    |
| 05.   | 15       | Ungarn      | NOX                                   | Forogj világ M: Szabolcs Harmath; T: Attila Valla | Ungarisch               | Dreh dich, Erde             | 167    |
| 06.   | 13       | Norwegen    | Wig Wam                               | In My Dreams M/T: Trond Holter | Englisch                | In meinen Träumen           | 164    |
| 07.   | 07       | Israel      | Shiri Maimon שירי מימון               | Hasheket shenish'ar (The Silence That Remains) (השקט שנשאר (The Silence That Remains)) M: Pini Aaronbayev; T: Eyal Shahar, Pini Aaronbayev, Ben Green | Hebräisch, Englisch     | Die Stille, die bleibt      | 158    |
| 08.   | 19       | Schweiz     | Vanilla Ninja                         | Cool Vibes M: David Brandes, Jane Tempest; T: John O’Flynn                                                                                            | Englisch                | –                           | 114    |
| 09.   | 17       | Mazedonien  | Martin Vučić Мартин Вучиќ             | Make My Day M: Dragan Vučić; T: Branka Kostić | Englisch                | Rette meinen Tag            | 097    |
| 10.   | 05       | Lettland    | Valters & Kaža                        | The War Is Not Over M/T: Mārtiņš Freimanis | Englisch                | Der Krieg ist nicht vorbei  | 085    |
| 11.   | 25       | Polen       | Ivan & Delfin                         | Czarna dziewczyna M: Łukasz Lazer; T: Michał Szymański, Ivan Komarenko                                                                                | Polnisch, Russisch      | Schwarzes Mädchen           | 081    |
| 12.   | 23       | Slowenien   | Omar Naber                            | Stop M: Omar Naber, Urša Vlašič; T: Omar Naber | Slowenisch              | Stopp                       | 069    |
| 13.   | 08       | Belarus     | Anschalika Ahurbasch Анжалікі Агурбаш | Love Me Tonight M: Nikos Terzis; T: Nektarios Tirakis                                                                                                 | Englisch                | Lieb mich heute Nacht       | 067    |
| 14.   | 09       | Niederlande | Glennis Grace                         | My Impossible Dream M: Robert D. Fisher; T: Bruce Smith                                                                                               | Englisch                | Mein unmöglicher Traum      | 053    |
| 14.   | 22       | Irland      | Donna & Joe                           | Love? M/T: Karl Broderick | Englisch                | Liebe?                      | 053    |
| 16.   | 10       | Island      | Selma                                 | If I Had Your Love M: Þorvaldur Bjarni Þorvaldsson, Vignir 'Viggi' Snær Vigfússon; T: Selma Björnsdóttir, Linda Thompson                              | Englisch                | Wenn Du mich lieben würdest | 052    |
| 17.   | 03       | Portugal    | 2B                                    | Amar M: Ernesto Leite, José Da Ponte; T: Ernesto Leite, Alexandre Honrado, José Da Ponte                                                              | Portugiesisch, Englisch | Lieben                      | 051    |
| 18.   | 16       | Finnland    | Geir Rönning                          | Why M: Mika Toivanen; T: Steven Stewart | Englisch                | Warum                       | 050    |
| 19.   | 21       | Bulgarien   | Kaffe Каффе                           | Lorraine M: Vesselin Vesselinov-Eko; T: Vesselin Vesselinov-Eko, Orlin Pavlov                                                                         | Englisch                | –                           | 049    |
| 20.   | 12       | Estland     | Suntribe                              | Let’s Get Loud M/T: Sven Lõhmus | Englisch                | Lasst uns laut werden       | 031    |
| 21.   | 01       | Österreich  | Global.Kryner                         | Y así M: Edi Köhldorfer; T: Christof Spörk | Englisch, Spanisch      | Und so                      | 030    |
| 22.   | 11       | Belgien     | Nuno Resende                          | Le grand soir M/T: Alec Mansion, Frédéric Zeitoun | Französisch             | Der große Abend             | 029    |
| 23.   | 18       | Andorra     | Marian van de Wal                     | La mirada interior M: Rafael Artesero Herrero; T: Rafael Artesero Herrero, Rafael Fernández, Daniel Aragay                                            | Katalanisch             | Der Blick ins Innere        | 027    |
| 24.   | 06       | Monaco      | Lise Darly                            | Tout de moi M/T: Philippe Bosco | Französisch             | Alles von mir               | 022    |
| 25.   | 02       | Litauen     | Laura & the Lovers                    | Little by Little M: Bobby Ljunggren; T: William 'Billy' Butt                                                                                          | Englisch                | Schritt für Schritt         | 017    |

### Punktetafel Halbfinale
Die Punktevergabe wurde erst nach dem Finale veröffentlicht.
| Abstimmungsergebnisse | Abstimmungsergebnisse | Abstimmungsergebnisse | Abstimmungsergebnisse | Abstimmungsergebnisse | Abstimmungsergebnisse | Abstimmungsergebnisse | Abstimmungsergebnisse | Abstimmungsergebnisse | Abstimmungsergebnisse | Abstimmungsergebnisse | Abstimmungsergebnisse | Abstimmungsergebnisse | Abstimmungsergebnisse | Abstimmungsergebnisse | Abstimmungsergebnisse | Abstimmungsergebnisse | Abstimmungsergebnisse | Abstimmungsergebnisse | Abstimmungsergebnisse | Abstimmungsergebnisse | Abstimmungsergebnisse | Abstimmungsergebnisse | Abstimmungsergebnisse | Abstimmungsergebnisse | Abstimmungsergebnisse | Abstimmungsergebnisse | Abstimmungsergebnisse | Abstimmungsergebnisse | Abstimmungsergebnisse | Abstimmungsergebnisse | Abstimmungsergebnisse | Abstimmungsergebnisse | Abstimmungsergebnisse | Abstimmungsergebnisse | Abstimmungsergebnisse | Abstimmungsergebnisse | Abstimmungsergebnisse | Abstimmungsergebnisse | Abstimmungsergebnisse | Abstimmungsergebnisse | Abstimmungsergebnisse | Abstimmungsergebnisse | Abstimmungsergebnisse |
| Startnr.              | Land                  | Platz                 | Punkte                | AT                    | LT                    | PT                    | MD                    | LV                    | MC                    | IL                    | BY                    | NL                    | IS                    | BE                    | EE                    | NO                    | RO                    | HU                    | FI                    | MK                    | AD                    | CH                    | HR                    | BG                    | IE                    | SI                    | DK                    | PL                    | UK                    | MT                    | TR                    | AL                    | CY                    | ES                    | CS                    | SE                    | UA                    | DE                    | GR                    | RU                    | BA                    | FR                    | Votings               |
| --------------------- | --------------------- | --------------------- | --------------------- | --------------------- | --------------------- | --------------------- | --------------------- | --------------------- | --------------------- | --------------------- | --------------------- | --------------------- | --------------------- | --------------------- | --------------------- | --------------------- | --------------------- | --------------------- | --------------------- | --------------------- | --------------------- | --------------------- | --------------------- | --------------------- | --------------------- | --------------------- | --------------------- | --------------------- | --------------------- | --------------------- | --------------------- | --------------------- | --------------------- | --------------------- | --------------------- | --------------------- | --------------------- | --------------------- | --------------------- | --------------------- | --------------------- | --------------------- | --------------------- |
| 01                    | Österreich            | 21.                   | 030                   |                       | –                     | –                     | –                     | –                     | –                     | –                     | –                     | –                     | –                     | –                     | –                     | –                     | –                     | –                     | –                     | –                     | 7                     | 6                     | –                     | –                     | –                     | 10                    | –                     | –                     | –                     | –                     | –                     | 5                     | –                     | –                     | –                     | –                     | –                     | 1                     | 1                     | –                     | –                     | –                     | 06                    |
| 02                    | Litauen               | 25.                   | 017                   | –                     |                       | –                     | –                     | 8                     | –                     | –                     | –                     | –                     | –                     | –                     | –                     | –                     | –                     | –                     | –                     | –                     | –                     | –                     | –                     | –                     | 5                     | –                     | –                     | –                     | 4                     | –                     | –                     | –                     | –                     | –                     | –                     | –                     | –                     | –                     | –                     | –                     | –                     | –                     | 03                    |
| 03                    | Portugal              | 17.                   | 051                   | –                     | –                     |                       | –                     | –                     | –                     | –                     | –                     | –                     | –                     | 10                    | –                     | –                     | –                     | –                     | –                     | –                     | –                     | 12                    | –                     | –                     | –                     | –                     | –                     | –                     | –                     | –                     | –                     | –                     | –                     | 5                     | –                     | –                     | –                     | 12                    | –                     | –                     | –                     | 12                    | 05                    |
| 04                    | Moldau                | 02.                   | 207                   | 8                     | 10                    | 8                     |                       | 10                    | –                     | 10                    | 10                    | –                     | 8                     | 4                     | 5                     | 1                     | 12                    | 6                     | 3                     | 10                    | –                     | –                     | 4                     | 6                     | 3                     | 7                     | –                     | 6                     | 5                     | –                     | 12                    | 3                     | 8                     | 1                     | 6                     | –                     | 12                    | –                     | 6                     | 12                    | 6                     | 5                     | 30                    |
| 05                    | Lettland              | 10.                   | 085                   | –                     | 12                    | 4                     | –                     |                       | –                     | 6                     | 7                     | –                     | 2                     | –                     | 10                    | 3                     | –                     | –                     | –                     | –                     | –                     | –                     | 7                     | –                     | 6                     | 6                     | 5                     | –                     | –                     | 12                    | –                     | –                     | 2                     | –                     | –                     | –                     | 2                     | –                     | –                     | 1                     | –                     | –                     | 15                    |
| 06                    | Monaco                | 24.                   | 022                   | –                     | –                     | –                     | 2                     | –                     |                       | –                     | –                     | –                     | –                     | –                     | –                     | –                     | –                     | –                     | –                     | –                     | 10                    | –                     | –                     | –                     | –                     | –                     | –                     | –                     | –                     | –                     | –                     | –                     | –                     | –                     | –                     | –                     | –                     | –                     | –                     | –                     | –                     | 10                    | 03                    |
| 07                    | Israel                | 07.                   | 158                   | –                     | 2                     | 6                     | 5                     | –                     | 12                    |                       | 12                    | 10                    | –                     | 3                     | –                     | –                     | 8                     | 5                     | 1                     | 1                     | 12                    | 3                     | –                     | 4                     | 7                     | –                     | 4                     | 4                     | 6                     | 6                     | 6                     | 7                     | 3                     | 4                     | 3                     | –                     | 5                     | 3                     | –                     | 8                     | –                     | 8                     | 28                    |
| 08                    | Belarus               | 13.                   | 067                   | –                     | 3                     | –                     | –                     | 3                     | 1                     | 2                     |                       | –                     | –                     | –                     | –                     | –                     | –                     | –                     | –                     | 6                     | –                     | –                     | –                     | 12                    | –                     | –                     | –                     | 1                     | –                     | 7                     | 3                     | –                     | 7                     | –                     | –                     | –                     | 4                     | –                     | 8                     | 10                    | –                     | –                     | 13                    |
| 09                    | Niederlande           | 14.                   | 053                   | –                     | –                     | –                     | –                     | –                     | 8                     | 5                     | –                     |                       | –                     | 12                    | –                     | –                     | 1                     | –                     | –                     | –                     | 5                     | 2                     | –                     | –                     | 4                     | –                     | 6                     | –                     | 2                     | 8                     | –                     | –                     | –                     | –                     | –                     | –                     | –                     | –                     | –                     | –                     | –                     | –                     | 10                    |
| 10                    | Island                | 16.                   | 052                   | –                     | –                     | –                     | 10                    | –                     | –                     | 4                     | –                     | –                     |                       | –                     | –                     | 8                     | –                     | –                     | –                     | –                     | 6                     | –                     | –                     | –                     | –                     | –                     | 10                    | –                     | 3                     | –                     | –                     | –                     | –                     | 2                     | –                     | 7                     | –                     | –                     | –                     | –                     | –                     | 2                     | 09                    |
| 11                    | Belgien               | 22.                   | 029                   | –                     | –                     | 12                    | 3                     | –                     | –                     | –                     | –                     | 6                     | –                     |                       | –                     | –                     | –                     | –                     | –                     | –                     | –                     | –                     | –                     | –                     | –                     | –                     | –                     | –                     | –                     | –                     | –                     | 1                     | –                     | –                     | –                     | –                     | –                     | –                     | –                     | –                     | –                     | 7                     | 05                    |
| 12                    | Estland               | 20.                   | 031                   | –                     | 5                     | –                     | 1                     | 12                    | –                     | –                     | –                     | –                     | –                     | –                     |                       | –                     | –                     | 1                     | 6                     | –                     | –                     | –                     | –                     | –                     | 1                     | 2                     | 3                     | –                     | –                     | –                     | –                     | –                     | –                     | –                     | –                     | –                     | –                     | –                     | –                     | –                     | –                     | –                     | 08                    |
| 13                    | Norwegen              | 06.                   | 164                   | 2                     | 6                     | 1                     | 8                     | 6                     | –                     | 7                     | 5                     | 2                     | 12                    | 2                     | 6                     |                       | 7                     | –                     | 12                    | 2                     | –                     | 5                     | –                     | 2                     | 10                    | 3                     | 12                    | 7                     | 7                     | 3                     | 2                     | 2                     | 4                     | –                     | 4                     | 8                     | 6                     | –                     | 4                     | –                     | 7                     | –                     | 30                    |
| 14                    | Rumänien              | 01.                   | 235                   | 10                    | –                     | 10                    | 12                    | –                     | 7                     | 12                    | 3                     | 8                     | 5                     | 8                     | 1                     | 7                     |                       | 12                    | 4                     | 5                     | 4                     | 4                     | 1                     | 5                     | 8                     | 1                     | 7                     | 8                     | 8                     | 10                    | 7                     | –                     | 12                    | 12                    | 5                     | 5                     | 1                     | 7                     | 12                    | 3                     | 5                     | 6                     | 35                    |
| 15                    | Ungarn                | 05.                   | 167                   | 7                     | –                     | 7                     | –                     | 5                     | –                     | 8                     | 4                     | –                     | 7                     | 6                     | 4                     | 6                     | 10                    |                       | 5                     | 4                     | 1                     | 1                     | 8                     | 7                     | –                     | 4                     | 1                     | 12                    | 1                     | 2                     | 8                     | –                     | 6                     | 3                     | 8                     | 3                     | 10                    | –                     | 5                     | 7                     | 3                     | 4                     | 31                    |
| 16                    | Finnland              | 18.                   | 050                   | –                     | –                     | –                     | –                     | –                     | 6                     | –                     | –                     | 1                     | –                     | –                     | 8                     | 10                    | –                     | –                     |                       | –                     | 3                     | –                     | –                     | –                     | –                     | –                     | 8                     | –                     | –                     | –                     | –                     | –                     | –                     | –                     | –                     | 10                    | –                     | 4                     | –                     | –                     | –                     | –                     | 08                    |
| 17                    | Nordmazedonien        | 09.                   | 097                   | 4                     | –                     | –                     | –                     | –                     | 3                     | –                     | –                     | 3                     | –                     | –                     | –                     | –                     | 4                     | –                     | –                     |                       | –                     | 8                     | 12                    | 10                    | –                     | 8                     | –                     | –                     | –                     | –                     | 10                    | 12                    | –                     | –                     | 10                    | 1                     | –                     | 2                     | –                     | –                     | 10                    | –                     | 14                    |
| 18                    | Andorra               | 22.                   | 027                   | –                     | –                     | –                     | 4                     | –                     | –                     | –                     | –                     | 7                     | –                     | –                     | –                     | –                     | –                     | –                     | –                     | –                     |                       | –                     | –                     | –                     | –                     | –                     | –                     | –                     | –                     | –                     | –                     | 6                     | –                     | 10                    | –                     | –                     | –                     | –                     | –                     | –                     | –                     | –                     | 04                    |
| 19                    | Schweiz               | 08.                   | 114                   | 1                     | 8                     | 2                     | –                     | 7                     | 2                     | 3                     | 8                     | –                     | 6                     | –                     | 12                    | 2                     | 2                     | 3                     | 10                    | 3                     | –                     |                       | 3                     | 3                     | 2                     | 5                     | 2                     | 5                     | –                     | 1                     | –                     | –                     | 5                     | –                     | 2                     | 4                     | –                     | 6                     | 3                     | 2                     | 2                     | –                     | 28                    |
| 20                    | Kroatien              | 04.                   | 169                   | 12                    | 4                     | 3                     | 6                     | 4                     | 5                     | –                     | 1                     | 4                     | 4                     | 1                     | 3                     | 4                     | 6                     | 8                     | 2                     | 12                    | –                     | 10                    |                       | 8                     | –                     | 12                    | –                     | 3                     | –                     | –                     | –                     | 10                    | –                     | –                     | 12                    | 6                     | 7                     | 10                    | –                     | –                     | 12                    | –                     | 26                    |
| 21                    | Bulgarien             | 19.                   | 049                   | –                     | –                     | –                     | 7                     | –                     | –                     | –                     | –                     | –                     | –                     | –                     | –                     | –                     | –                     | –                     | –                     | 8                     | –                     | –                     | –                     |                       | –                     | –                     | –                     | –                     | –                     | –                     | 5                     | 4                     | 10                    | 6                     | 1                     | –                     | –                     | –                     | 7                     | –                     | 1                     | –                     | 09                    |
| 22                    | Irland                | 14.                   | 053                   | –                     | –                     | –                     | –                     | –                     | –                     | –                     | –                     | –                     | –                     | –                     | 2                     | –                     | 5                     | 10                    | –                     | –                     | 2                     | –                     | 5                     | 1                     |                       | –                     | –                     | 2                     | 12                    | 5                     | 4                     | –                     | 1                     | –                     | –                     | –                     | –                     | –                     | –                     | –                     | 4                     | –                     | 12                    |
| 23                    | Slowenien             | 12.                   | 069                   | 3                     | –                     | –                     | –                     | –                     | 4                     | 1                     | 2                     | –                     | 1                     | –                     | –                     | –                     | –                     | 2                     | 7                     | 7                     | –                     | –                     | 10                    | –                     | –                     |                       | –                     | –                     | –                     | –                     | –                     | 8                     | –                     | –                     | 7                     | –                     | 3                     | –                     | –                     | 6                     | 8                     | –                     | 14                    |
| 24                    | Dänemark              | 03.                   | 185                   | 6                     | 7                     | 5                     | –                     | 2                     | 10                    | –                     | –                     | 12                    | 10                    | 7                     | 7                     | 12                    | 3                     | 7                     | 8                     | –                     | 8                     | 7                     | 6                     | –                     | 12                    | –                     |                       | 10                    | 10                    | 4                     | –                     | –                     | –                     | 8                     | –                     | 12                    | –                     | 5                     | 2                     | 4                     | –                     | 1                     | 26                    |
| 25                    | Polen                 | 11.                   | 081                   | 5                     | 1                     | –                     | –                     | 1                     | –                     | –                     | 6                     | 5                     | 3                     | 5                     | –                     | 5                     | –                     | 4                     | –                     | –                     | –                     | –                     | 2                     | –                     | –                     | –                     | –                     |                       | –                     | –                     | 1                     | –                     | –                     | 7                     | –                     | 2                     | 8                     | 8                     | 10                    | 5                     | –                     | 3                     | 18                    |

- Die wenigsten Gesamt-Votings:  Litauen,  Monaco – 3
- Die wenigsten Gesamt-Punkte:  Litauen – 17
- Die meisten Gesamt-Votings:  Rumänien – 35
- Die meisten Gesamt-Punkte:  Rumänien – 235

### Statistik der Zwölf-Punkte-Vergabe (Semifinale)
| Anzahl | Land        | erhalten von                                                                       |
| ------ | ----------- | ---------------------------------------------------------------------------------- |
| 6      | Rumänien    | Griechenland, Israel, Moldau, Spanien, Ungarn, Zypern                              |
| 5      | Kroatien    | Bosnien und Herzegowina, Mazedonien, Österreich, Serbien und Montenegro, Slowenien |
| 4      | Dänemark    | Irland, Niederlande, Norwegen, Schweden                                            |
| 4      | Moldau      | Rumänien, Russland, Türkei, Ukraine                                                |
| 3      | Israel      | Andorra, Belarus, Monaco                                                           |
| 3      | Norwegen    | Dänemark, Finnland, Island                                                         |
| 3      | Portugal    | Deutschland, Frankreich, Schweiz                                                   |
| 2      | Lettland    | Litauen, Malta                                                                     |
| 2      | Mazedonien  | Albanien, Kroatien                                                                 |
| 1      | Belarus     | Bulgarien                                                                          |
| 1      | Belgien     | Portugal                                                                           |
| 1      | Estland     | Lettland                                                                           |
| 1      | Irland      | Vereinigtes Königreich                                                             |
| 1      | Niederlande | Belgien                                                                            |
| 1      | Schweiz     | Estland                                                                            |
| 1      | Ungarn      | Polen                                                                              |

## Finale
Israel und  Lettland erreichten das erste Mal seit 2003 wieder das Finale. Die  Schweiz und  Dänemark nahmen 2002 das letzte Mal teil: 2003 musste man eine Zwangspause einlegen. Alle vier scheiterten 2004 im Halbfinale.  Ungarn nahm das erste Mal seit 1998 wieder teil und erreichte das Finale. Für  Moldau war es die erste Finalteilnahme gleich beim Debüt.
| Platz | Startnr. | Land                    | Interpret                                          | Lied Musik (M) und Text (T) | Sprache              | Übersetzung (Inoffiziell)   | Punkte |
| ----- | -------- | ----------------------- | -------------------------------------------------- | --- | -------------------- | --------------------------- | ------ |
| 01.   | 19       | Griechenland            | Elena Paparizou Έλενα Παπαρίζου                    | My Number One M: Christos Dantis; T: Natalia Germanou, Christos Dantis                                                                                | Englisch             | Meine Nummer eins           | 230    |
| 02.   | 03       | Malta                   | Chiara                                             | Angel M/T: Chiara Siracusa | Englisch             | Engel                       | 192    |
| 03.   | 04       | Rumänien                | Luminița Anghel & Sistem                           | Let Me Try M/T: Cristian Faur | Englisch             | Lass es mich versuchen      | 158    |
| 04.   | 11       | Israel                  | Shiri Maimon שירי מימון                            | Hasheket shenish'ar (The Silence That Remains) (השקט שנשאר (The Silence That Remains)) M: Pini Aaronbayev; T: Eyal Shahar, Pini Aaronbayev, Ben Green | Hebräisch, Englisch  | Die Stille, die bleibt      | 154    |
| 05.   | 23       | Lettland                | Valters & Kaža                                     | The War Is Not Over M/T: Mārtiņš Freimanis | Englisch             | Der Krieg ist nicht vorbei  | 153    |
| 06.   | 07       | Moldau                  | Zdob și Zdub                                       | Bunica bate doba M: Mihai Gîncu; T: Roman Iagupov | Englisch, Rumänisch  | Großmama haut auf die Pauke | 148    |
| 07.   | 12       | Serbien und Montenegro  | No Name                                            | Zauvijek moja M: Slaven Knezović; T: Milan Perić | Montenegrinisch      | Für immer mein              | 137    |
| 08.   | 22       | Schweiz                 | Vanilla Ninja                                      | Cool Vibes M: David Brandes, Jane Tempest; T: John O’Flynn                                                                                            | Englisch             | –                           | 128    |
| 09.   | 05       | Norwegen                | Wig Wam                                            | In My Dreams M/T: Trond Holter | Englisch             | In meinen Träumen           | 125    |
| 09.   | 13       | Dänemark                | Jakob Sveistrup                                    | Talking to You M/T: Andreas Mørck, Jacob Launbjerg | Englisch             | Spreche mit dir             | 125    |
| 11.   | 18       | Kroatien                | Boris Novković feat. Lado members                  | Vukovi umiru sami M: Franjo Valentić; T: Boris Novković                                                                                               | Kroatisch            | Wölfe sterben einsam        | 115    |
| 12.   | 01       | Ungarn                  | NOX                                                | Forogj világ M: Szabolcs Harmath; T: Attila Valla | Ungarisch            | Dreh dich, Erde             | 097    |
| 13.   | 06       | Türkei                  | Gülseren & Shaman                                  | Rimi rimi ley M: Erdinç Tunç; T: Göksan Arman | Türkisch             | –                           | 092    |
| 14.   | 21       | Bosnien und Herzegowina | Feminnem                                           | Call Me M/T: Andrej Babić | Englisch             | Ruf mich an                 | 079    |
| 15.   | 20       | Russland                | Natalja Podolskaja Наталья Подольская              | Nobody Hurt No One M: Wiktor Drobytsch; T: Mary Applegate, JP Järvinen                                                                                | Englisch             | Niemand verletzt niemanden  | 057    |
| 16.   | 08       | Albanien                | Ledina Çelo                                        | Tomorrow I Go M: Adrian Hila; T: Pandi Laço, Sidorela Risto                                                                                           | Englisch             | Morgen gehe ich             | 053    |
| 17.   | 15       | Mazedonien              | Martin Vučić Мартин Вучиќ                          | Make My Day M: Dragan Vučić; T: Branka Kostić | Englisch             | Rette meinen Tag            | 052    |
| 18.   | 09       | Zypern                  | Constantinos Christoforou Κωνσταντίνος Χριστοφόρου | Ela ela M/T: Constantinos Christoforou | Englisch             | Komm, komm!                 | 046    |
| 19.   | 14       | Schweden                | Martin Stenmarck                                   | Las Vegas M/T: Niklas Edberger, Tobias Lundgren, Tim Larsson, Johan Fransson                                                                          | Englisch             | –                           | 030    |
| 19.   | 16       | Ukraine                 | Greenjolly Ґринджоли                               | Razom nas bahato (Разом нас багато) M: Roman Kalyn, Roman Kostyuk; T: Roman Kalyn, Roman Kostyuk, Mikola Kulinich                                     | Ukrainisch, Englisch | Zusammen sind wir mehr      | 030    |
| 21.   | 10       | Spanien                 | Son de Sol                                         | Brujería M/T: Alfredo Panebianco | Spanisch             | Hexerei                     | 028    |
| 22.   | 02       | Vereinigtes Königreich  | Javine                                             | Touch My Fire M: John Themis; T: Javine Hylton | Englisch             | Berühr mein Feuer           | 018    |
| 23.   | 24       | Frankreich              | Ortal                                              | Chacun pense à soi M/T: Ortal, Saad Tabainet | Französisch          | Jeder denkt an sich         | 011    |
| 24.   | 17       | Deutschland             | Gracia                                             | Run & Hide M: David Brandes, Jane Tempest; T: John O’Flynn                                                                                            | Englisch             | Rennen & verstecken         | 004    |

Der Sieger und die grün (Top 10) und braun (Hauptsponsoren) markierten Länder waren direkt für das Finale im folgenden Jahr qualifiziert. Aufgrund der Absage Serbien-Montenegros im darauffolgenden Jahr rückte das elftplatzierte Kroatien automatisch nach und war so für das Finale 2006 qualifiziert.

### Punktetafel Finale
| Land | Abstimmungsergebnisse | Abstimmungsergebnisse | Abstimmungsergebnisse | Abstimmungsergebnisse | Abstimmungsergebnisse | Abstimmungsergebnisse | Abstimmungsergebnisse | Abstimmungsergebnisse | Abstimmungsergebnisse | Abstimmungsergebnisse | Abstimmungsergebnisse | Abstimmungsergebnisse | Abstimmungsergebnisse | Abstimmungsergebnisse | Abstimmungsergebnisse | Abstimmungsergebnisse | Abstimmungsergebnisse | Abstimmungsergebnisse | Abstimmungsergebnisse | Abstimmungsergebnisse | Abstimmungsergebnisse | Abstimmungsergebnisse | Abstimmungsergebnisse | Abstimmungsergebnisse | Abstimmungsergebnisse | Abstimmungsergebnisse | Abstimmungsergebnisse | Abstimmungsergebnisse | Abstimmungsergebnisse | Abstimmungsergebnisse | Abstimmungsergebnisse | Abstimmungsergebnisse | Abstimmungsergebnisse | Abstimmungsergebnisse | Abstimmungsergebnisse | Abstimmungsergebnisse | Abstimmungsergebnisse | Abstimmungsergebnisse | Abstimmungsergebnisse | Abstimmungsergebnisse | Abstimmungsergebnisse |
| Land | Punkte                | AT                    | LT                    | PT                    | MC                    | BY                    | NL                    | IS                    | BE                    | EE                    | FI                    | AD                    | BG                    | IE                    | SI                    | PL                    | HU                    | UK                    | MT                    | RO                    | NO                    | TR                    | MD                    | AL                    | CY                    | ES                    | IL                    | CS                    | DK                    | SE                    | MK                    | UA                    | DE                    | HR                    | GR                    | RU                    | BA                    | CH                    | LV                    | FR                    | Votings               |
| --- | --------------------- | --------------------- | --------------------- | --------------------- | --------------------- | --------------------- | --------------------- | --------------------- | --------------------- | --------------------- | --------------------- | --------------------- | --------------------- | --------------------- | --------------------- | --------------------- | --------------------- | --------------------- | --------------------- | --------------------- | --------------------- | --------------------- | --------------------- | --------------------- | --------------------- | --------------------- | --------------------- | --------------------- | --------------------- | --------------------- | --------------------- | --------------------- | --------------------- | --------------------- | --------------------- | --------------------- | --------------------- | --------------------- | --------------------- | --------------------- | --------------------- |
| Ungarn | 097                   | –                     | –                     | 2                     | –                     | 2                     | –                     | 6                     | 2                     | 3                     | –                     | 6                     | 5                     | –                     | –                     | 10                    |                       | –                     | –                     | 8                     | –                     | 6                     | –                     | –                     | 7                     | 5                     | 8                     | 6                     | –                     | –                     | 1                     | 2                     | –                     | 6                     | 2                     | 3                     | 1                     | –                     | 3                     | 3                     | 22                    |
| Vereinigtes Königreich | 018                   | –                     | –                     | –                     | –                     | –                     | –                     | –                     | –                     | –                     | –                     | –                     | –                     | 8                     | –                     | –                     | –                     |                       | 4                     | –                     | –                     | 1                     | –                     | –                     | 5                     | –                     | –                     | –                     | –                     | –                     | –                     | –                     | –                     | –                     | –                     | –                     | –                     | –                     | –                     | –                     | 04                    |
| Malta | 192                   | 5                     | 2                     | –                     | 5                     | 5                     | 5                     | 4                     | 8                     | 4                     | 8                     | –                     | –                     | 10                    | 1                     | –                     | 5                     | 10                    |                       | 2                     | 10                    | 8                     | –                     | 4                     | 6                     | 7                     | 10                    | –                     | 10                    | 6                     | –                     | 10                    | 8                     | 4                     | 8                     | 12                    | –                     | 3                     | 5                     | 7                     | 30                    |
| Rumänien | 158                   | 6                     |                       | 12                    | 4                     | 1                     | 3                     | 5                     | 7                     | –                     | –                     | 7                     | 8                     | 5                     | –                     | 7                     | 10                    | –                     | 7                     |                       | 6                     | 4                     | 7                     | 5                     | 8                     | 12                    | 12                    | 3                     | 3                     | 2                     | 2                     | –                     | –                     | –                     | 5                     | –                     | 2                     | –                     | –                     | 5                     | 27                    |
| Norwegen | 125                   | –                     | 5                     | –                     | –                     | 4                     | 1                     | 12                    | 3                     | 8                     | 12                    | 2                     | 1                     | 4                     | 4                     | 8                     | –                     | 5                     | 5                     | –                     |                       | –                     | 3                     | –                     | 3                     | 3                     | 1                     | 2                     | 12                    | 8                     | –                     | 6                     | –                     | –                     | 4                     | –                     | 3                     | –                     | 6                     | –                     | 25                    |
| Türkei | 092                   | 7                     | –                     | –                     | –                     | –                     | 12                    | –                     | 10                    | –                     | –                     | –                     | 3                     | –                     | –                     | –                     | –                     | 1                     | –                     | 3                     | –                     |                       | –                     | 8                     | –                     | –                     | –                     | –                     | 8                     | –                     | 4                     | –                     | 10                    | –                     | –                     | –                     | 8                     | 6                     | –                     | 12                    | 13                    |
| Moldau | 148                   | 2                     | 10                    | 10                    | –                     | 7                     | –                     | 8                     | 1                     | 6                     | –                     | –                     | 6                     | –                     | 3                     | 3                     | 4                     | 2                     | 2                     | 12                    | –                     | 7                     |                       | –                     | 2                     | 4                     | 4                     | 5                     | –                     | –                     | 5                     | 12                    | 1                     | 1                     | 7                     | 10                    | 4                     | –                     | 8                     | 2                     | 28                    |
| Albanien | 053                   | 3                     | –                     | –                     | –                     | –                     | –                     | –                     | –                     | –                     | –                     | –                     | –                     | –                     | –                     | –                     | –                     | –                     | –                     | –                     | –                     | 2                     | –                     |                       | –                     | –                     | –                     | 8                     | –                     | –                     | 12                    | –                     | –                     | 2                     | 10                    | –                     | 5                     | 10                    | –                     | 1                     | 09                    |
| Zypern | 046                   | –                     | –                     | –                     | –                     | –                     | –                     | –                     | –                     | –                     | –                     | –                     | 10                    | –                     | –                     | –                     | –                     | 3                     | 12                    | 1                     | –                     | –                     | –                     | 7                     |                       | –                     | –                     | 1                     | –                     | –                     | –                     | –                     | –                     | –                     | 12                    | –                     | –                     | –                     | –                     | –                     | 07                    |
| Spanien | 028                   | –                     | –                     | 8                     | –                     | –                     | –                     | –                     | –                     | –                     | –                     | 12                    | –                     | –                     | –                     | –                     | –                     | –                     | –                     | –                     | –                     | –                     | –                     | –                     | –                     |                       | –                     | –                     | –                     | –                     | –                     | –                     | –                     | –                     | –                     | –                     | –                     | 4                     | –                     | 4                     | 04                    |
| Israel | 154                   | 1                     | 3                     | 5                     | 12                    | 8                     | 7                     | –                     | 6                     | 1                     | 5                     | 8                     | –                     | 6                     | –                     | –                     | 8                     | 7                     | 8                     | 7                     | 5                     | 3                     | 6                     | 3                     | –                     | 6                     |                       | –                     | 5                     | 1                     | –                     | 7                     | 5                     | –                     | –                     | 8                     | –                     | 1                     | 2                     | 10                    | 28                    |
| Serbien und Montenegro | 137                   | 12                    | –                     | –                     | 6                     | 3                     | 4                     | –                     | –                     | –                     | –                     | –                     | 4                     | –                     | 10                    | –                     | 2                     | –                     | –                     | 6                     | –                     | –                     | 1                     | 6                     | 10                    | –                     | –                     |                       | –                     | 4                     | 10                    | 3                     | 3                     | 12                    | 6                     | 6                     | 10                    | 12                    | 1                     | 6                     | 22                    |
| Dänemark | 125                   | –                     | 4                     | 1                     | 10                    | –                     | 8                     | 10                    | 4                     | 5                     | 2                     | 3                     | –                     | 7                     | –                     | 5                     | 6                     | 8                     | 3                     | 4                     | 12                    | –                     | –                     | –                     | –                     | 10                    | 3                     | –                     |                       | 10                    | –                     | –                     | 6                     | –                     | –                     | –                     | –                     | –                     | 4                     | –                     | 21                    |
| Schweden | 030                   | –                     | –                     | –                     | 3                     | –                     | –                     | –                     | –                     | –                     | 6                     | –                     | –                     | –                     | –                     | –                     | –                     | –                     | –                     | –                     | 1                     | –                     | 5                     | –                     | –                     | 2                     | –                     | –                     | 7                     |                       | 6                     | –                     | –                     | –                     | –                     | –                     | –                     | –                     | –                     | –                     | 07                    |
| Nordmazedonien | 052                   | –                     | –                     | –                     | 1                     | –                     | –                     | –                     | –                     | –                     | –                     | –                     | 7                     | –                     | 5                     | –                     | –                     | –                     | –                     | –                     | –                     | 5                     | –                     | 10                    | –                     | –                     | –                     | 7                     | –                     | –                     |                       | –                     | –                     | 8                     | –                     | –                     | 7                     | 2                     | –                     | –                     | 09                    |
| Ukraine | 030                   | –                     | –                     | 7                     | –                     | –                     | –                     | –                     | –                     | –                     | –                     | –                     | –                     | –                     | –                     | 12                    | –                     | –                     | –                     | –                     | –                     | –                     | 8                     | –                     | –                     | 1                     | –                     | –                     | –                     | –                     | –                     |                       | –                     | –                     | –                     | 2                     | –                     | –                     | –                     | –                     | 05                    |
| Deutschland | 004                   | –                     | –                     | –                     | 2                     | –                     | –                     | –                     | –                     | –                     | –                     | –                     | –                     | –                     | –                     | –                     | –                     | –                     | –                     | –                     | –                     | –                     | 2                     | –                     | –                     | –                     | –                     | –                     | –                     | –                     | –                     | –                     |                       | –                     | –                     | –                     | –                     | –                     | –                     | –                     | 02                    |
| Kroatien | 115                   | 8                     | 6                     | –                     | 7                     | –                     | 2                     | 1                     | –                     | 2                     | 1                     | –                     | 2                     | –                     | 12                    | 2                     | 7                     | –                     | –                     | 5                     | 2                     | –                     | –                     | 2                     | –                     | –                     | –                     | 10                    | –                     | –                     | 8                     | 8                     | 2                     |                       | –                     | 1                     | 12                    | 8                     | 7                     | –                     | 22                    |
| Griechenland | 230                   | 4                     | 1                     | 3                     | –                     | –                     | 10                    | 2                     | 12                    | –                     | 3                     | 4                     | 12                    | 2                     | 2                     | 1                     | 12                    | 12                    | 6                     | 10                    | 4                     | 12                    | 4                     | 12                    | 12                    | 8                     | 7                     | 12                    | 2                     | 12                    | 7                     | –                     | 12                    | 5                     |                       | 4                     | 6                     | 7                     | –                     | 8                     | 33                    |
| Russland | 057                   | –                     | 7                     | –                     | –                     | 12                    | –                     | –                     | –                     | 7                     | 7                     | –                     | –                     | –                     | –                     | –                     | –                     | –                     | –                     | –                     | –                     | –                     | 10                    | –                     | –                     | –                     | –                     | –                     | –                     | –                     | –                     | 4                     | –                     | –                     | –                     |                       | –                     | –                     | 10                    | –                     | 07                    |
| Bosnien und Herzegowina | 079                   | 10                    | –                     | –                     | –                     | –                     | 6                     | –                     | –                     | –                     | –                     | –                     | –                     | 1                     | 8                     | –                     | –                     | 4                     | –                     | –                     | 7                     | 10                    | –                     | –                     | –                     | –                     | –                     | 4                     | 4                     | 7                     | 3                     | –                     | –                     | 10                    | –                     | –                     |                       | 5                     | –                     | –                     | 13                    |
| Schweiz | 128                   | –                     | 8                     | 4                     | 8                     | 10                    | –                     | 7                     | –                     | 12                    | 10                    | 1                     | –                     | 3                     | 6                     | 6                     | 3                     | –                     | 1                     | –                     | 3                     | –                     | –                     | –                     | 4                     | –                     | 2                     | –                     | 1                     | 5                     | –                     | 5                     | 4                     | 3                     | 3                     | 7                     | –                     |                       | 12                    | –                     | 24                    |
| Lettland | 153                   | –                     | 12                    | 6                     | –                     | 6                     | –                     | 3                     | 5                     | 10                    | 4                     | 10                    | –                     | 12                    | 7                     | 4                     | 1                     | 6                     | 10                    | –                     | 8                     | –                     | 12                    | –                     | 1                     | –                     | 6                     | –                     | 6                     | 3                     | –                     | 1                     | 7                     | 7                     | 1                     | 5                     | –                     | –                     |                       | –                     | 25                    |
| Frankreich | 011                   | –                     | –                     | –                     | –                     | –                     | –                     | –                     | –                     | –                     | –                     | 5                     | –                     | –                     | –                     | –                     | –                     | –                     | –                     | –                     | –                     | –                     | –                     | 1                     | –                     | –                     | 5                     | –                     | –                     | –                     | –                     | –                     | –                     | –                     | –                     | –                     | –                     | –                     | –                     |                       | 03                    |
| Die Tabelle ist senkrecht nach der Auftrittsreihenfolge im Finale geordnet, waagerecht nach der chronologischen Punkteverlesung. |                       |                       |                       |                       |                       |                       |                       |                       |                       |                       |                       |                       |                       |                       |                       |                       |                       |                       |                       |                       |                       |                       |                       |                       |                       |                       |                       |                       |                       |                       |                       |                       |                       |                       |                       |                       |                       |                       |                       |                       |                       |

- Die wenigsten Gesamt-Votings:  Deutschland – 2
- Die wenigsten Gesamt-Punkte:  Deutschland – 4
- Die meisten Gesamt-Votings:  Griechenland – 33
- Die meisten Gesamt-Punkte:  Griechenland – 230

### Statistik der Zwölf-Punkte-Vergabe (Finale)
| Anzahl | Land                   | erhalten von |
| ------ | ---------------------- | --- |
| 10     | Griechenland           | Albanien, Belgien, Bulgarien, Deutschland, Schweden, Serbien und Montenegro, Türkei, Ungarn, Vereinigtes Königreich, Zypern |
| 03     | Lettland               | Irland, Litauen, Moldau |
| 03     | Norwegen               | Dänemark, Finnland, Island                                                                                                  |
| 03     | Rumänien               | Israel, Portugal, Spanien                                                                                                   |
| 03     | Serbien und Montenegro | Kroatien, Österreich, Schweiz                                                                                               |
| 02     | Kroatien               | Bosnien und Herzegowina, Slowenien                                                                                          |
| 02     | Moldau                 | Rumänien, Ukraine |
| 02     | Schweiz                | Estland, Lettland |
| 02     | Türkei                 | Frankreich, Niederlande |
| 02     | Zypern                 | Griechenland, Malta |
| 01     | Albanien               | Mazedonien |
| 01     | Dänemark               | Norwegen |
| 01     | Israel                 | Monaco |
| 01     | Malta                  | Russland |
| 01     | Russland               | Belarus |
| 01     | Spanien                | Andorra |
| 01     | Ukraine                | Polen |

### Punktesprecher
Die Reihenfolge der Punktevergabe erfolgte zunächst durch die ersten 15 ausgeschiedenen Ländern. Die 24 Finalteilnehmer verkündeten ihre Punkte im Anschluss.
| Nr. | Land                    | Punktesprecher                 | Anmerkungen                                            |
| --- | ----------------------- | ------------------------------ | ------------------------------------------------------ |
| 01  | Österreich              | Dodo Roscic                    | Punktesprecherin 1999 und 2000, 2002 bis 2004          |
| 02  | Litauen                 | Rolandas Vilkončius            | Punktesprecher 2004                                    |
| 03  | Portugal                | Isabel Angelino                | Punktesprecherin 2004                                  |
| 04  | Monaco                  | Anne Allegrini                 | Punktesprecherin 2004                                  |
| 05  | Belarus                 | Elena Ponomareva               | –                                                      |
| 06  | Niederlande             | Nancy Coolen                   | –                                                      |
| 07  | Island                  | Ragnhildur Steinunn Jónsdóttir | –                                                      |
| 08  | Belgien                 | Armelle Gysen                  | –                                                      |
| 09  | Estland                 | Maarja-Liis Ilus               | Teilnehmerin 1996 und 1997, Punktesprecherin 2004      |
| 10  | Finnland                | Jari Sillanpää                 | Teilnehmer 2004                                        |
| 11  | Andorra                 | Ruth Gumbau                    | –                                                      |
| 12  | Bulgarien               | Evgeniya Atanasova             | –                                                      |
| 13  | Irland                  | Dana                           | Siegerin 1970                                          |
| 14  | Slowenien               | Katarina Čas                   | –                                                      |
| 15  | Polen                   | Maciej Orłoś                   | Punktesprecher 2001, 2003 und 2004                     |
| 16  | Ungarn                  | Zsuzsa Demcsák                 | –                                                      |
| 17  | Vereinigtes Königreich  | Cheryl Baker                   | Siegerin 1981 als Mitglied von Bucks Fizz              |
| 18  | Malta                   | Valerie Vella                  | Punktesprecherin 2000                                  |
| 19  | Rumänien                | Berti Barbera                  | –                                                      |
| 20  | Norwegen                | Ingvild Helljesen              | Punktesprecherin 2004                                  |
| 21  | Türkei                  | Meltem Ersan Yazgan            | Punktesprecherin 2001 bis 2004                         |
| 22  | Moldau                  | Elena Camerzan                 | –                                                      |
| 23  | Albanien                | Zhani Ciko                     | Punktesprecher 2004                                    |
| 24  | Zypern                  | Melani Steliou                 | Punktesprecherin 2002                                  |
| 25  | Spanien                 | Ainhoa Arbizu                  | –                                                      |
| 26  | Israel                  | Dana Herman                    | –                                                      |
| 27  | Serbien und Montenegro  | Nina Radulović                 | –                                                      |
| 28  | Dänemark                | Gry Johansen                   | Teilnehmerin 1983, Punktesprecherin 2001               |
| 29  | Schweden                | Annika Jankell                 | –                                                      |
| 30  | Mazedonien              | Karolina Gočeva                | Teilnehmerin 2002 und 2007                             |
| 31  | Ukraine                 | Maria Orlova                   | –                                                      |
| 32  | Deutschland             | Thomas Hermanns                | –                                                      |
| 33  | Kroatien                | Barbara Kolar                  | Punktesprecherin 2004                                  |
| 34  | Griechenland            | Alexis Kostalas                | Punktesprecher 1998 und 2001 bis 2004                  |
| 35  | Russland                | Yana Churikova                 | Punktesprecherin 2003 und 2004                         |
| 36  | Bosnien und Herzegowina | Ana Mirjana Račanović          | –                                                      |
| 37  | Schweiz                 | Cécile Bähler                  | –                                                      |
| 38  | Lettland                | Marie N                        | Siegerin 2002, Moderatorin 2003                        |
| 39  | Frankreich              | Marie Myriam                   | Siegerin 1977, Punktesprecherin 1997 bis 2000 und 2002 |

### Marcel-Bezençon-Preis
Diesmal wurden die folgenden Preisträger für den Marcel-Bezençon-Preis ausgewählt:
- Presse-Preis für den besten Song –  Malta – Angel – Chiara
- Künstler-Preis für den besten Interpreten –  Griechenland – Elena Paparizou – My Number One
- Komponisten-Preis für die beste Komposition/Text –  Serbien und Montenegro – Slaven Knezović (m) und Milan Perić (t) – Zauvijek moja – No Name

## Übertragung

### Fernsehübertragung
| Land                     | Sender             | Shows      | Kommentar                                     |
| ------------------------ | ------------------ | ---------- | --------------------------------------------- |
| Teilnehmerländer         |                    |            |                                               |
| Albanien                 | RTSH               | alle Shows | Leon Menkshi                                  |
| Andorra                  | ATV                | alle Shows | Meri Picart & Josep Lluís Trabal              |
| Belarus                  | Belarus-1          | alle Shows | Ales Kruglyakov                               |
| Belgien                  | VRT 1              | alle Shows | André Vermeulen & Anja Daems                  |
| Belgien                  | La Une & RTBF Sat  | Halbfinale | Jean-Louis Lahaye                             |
| Belgien                  | La Une & RTBF Sat  | Finale     | Jean-Pierre Hautier                           |
| Bosnien und Herzegowina  | BHT 1              | alle Shows | Dejan Kukrić                                  |
| Bulgarien                | BNT                | alle Shows | Elena Rosberg & Georgi Kushvaliev             |
| Dänemark                 | DR1                | alle Shows | Jørgen de Mylius                              |
| Deutschland              | NDR Fernsehen      | Halbfinale | Peter Urban                                   |
| Deutschland              | Das Erste          | Finale     | Peter Urban                                   |
| Estland                  | ETV                | alle Shows | Marko Reikop                                  |
| Finnland                 | Yle TV2            | alle Shows | Jaana Pelkonen & Heikki Paasonen              |
| Finnland                 | Yle FST            | alle Shows | Thomas Lundin & Hans Johansson                |
| Frankreich               | France 4           | Halbfinale | Peggy Olmi                                    |
| Frankreich               | France 3           | Finale     | Julien Lepers & Guy Carlier                   |
| Griechenland             | NET                | alle Shows | Alexandra Pascalidou                          |
| Irland                   | RTÉ2               | Halbfinale | Marty Whelan                                  |
| Irland                   | RTÉ One            | Finale     | Marty Whelan                                  |
| Island                   | Sjónvarpið, Rás 2  | alle Shows | Gísli Marteinn Baldursson                     |
| Israel                   | IBA                | alle Shows |                                               |
| Kroatien                 | HRT 2              | Halbfinale | Duško Ćurlić                                  |
| Kroatien                 | HRT1               | Finale     | Duško Ćurlić                                  |
| Lettland                 | LTV                | alle Shows | Kārlis Streips                                |
| Litauen                  | LRT                | alle Shows | Darius Užkuraitis                             |
| Malta                    | TVM                | alle Shows | Eileen Montesin                               |
| Mazedonien               | MRT                | alle Shows |                                               |
| Moldau                   | Moldova 1          | alle Shows | Vitalie Rotaru                                |
| Monaco                   | TMC Monte Carlo    | alle Shows | Bernard Montiel & Genie Godula                |
| Niederlande              | NPO 2              | alle Shows | Willem van Beusekom & Cornald Maas            |
| Norwegen                 | NRK1               | Finale     | Jostein Pedersen                              |
| Österreich               | ORF 1              | alle Shows | Andi Knoll                                    |
| Polen                    | TVP1               | Finale     | Artur Orzech                                  |
| Portugal                 | RTP1               | alle Shows | Eláido Clímaco                                |
| Rumänien                 | România 1          | alle Shows |                                               |
| Russland                 | Channel One        | Finale     | Yuriy Aksyuta & Yelena Batinova               |
| Schweden                 | SVT 1              | alle Shows | Pekka Heino                                   |
| Schweiz                  | SF 2               | Halbfinale | Sandra Studer                                 |
| Schweiz                  | SF 1               | Finale     | Sandra Studer                                 |
| Schweiz                  | TSR 2              | Halbfinale | Jean-Marc Richard & Marie-Thérèse Porchet     |
| Schweiz                  | TSR 1              | Finale     | Jean-Marc Richard & Marie-Thérèse Porchet     |
| Schweiz                  | TSI 2              | Halbfinale | Daniele Rauseo                                |
| Schweiz                  | TSI 1              | Finale     | Daniele Rauseo                                |
| Serbien und Montenegro   | RTS 1              | alle Shows |                                               |
| Serbien und Montenegro   | TVCG 1             | alle Shows |                                               |
| Slowenien                | SLO 2              | Halbfinale | Mojca Mavec                                   |
| Slowenien                | SLO 1              | Finale     | Mojca Mavec                                   |
| Spanien                  | La 2               | Halbfinale | Beatriz Pécker, Ainhoa Arbizu & Carlos Cerezo |
| Spanien                  | La Primera         | Finale     | Beatriz Pécker                                |
| Türkei                   | TRT 1              | alle Shows |                                               |
| Ukraine                  | UA:Perschyj        | alle Shows | Yaroslav Chornenkyi                           |
| Ungarn                   | M1                 | alle Shows | Zsuzsa Demcsák, András Fáber & Dávid Szántó   |
| Vereinigtes Königreich   | BBC Three          | Halbfinale | Paddy O'Connell                               |
| Vereinigtes Königreich   | BBC One, BBC Prime | Finale     | Terry Wogan                                   |
| Zypern                   | RIK Ena            | alle Shows | Evi Papamichael                               |
| Nichtteilnehmende Länder |                    |            |                                               |
| Armenien                 | ARMTV              | alle Shows |                                               |
| Australien               | SBS TV             | alle Shows | Kommentar via BBC                             |

## „We, the people of Eurovision …“
Erstmals in der Geschichte des ESC versuchten die Veranstalter mit einer Ausstellung anlässlich des Jubiläums neben der Musik auch weitere Kunstformen einzubinden. „We, the people of Eurovision …“ zeigte im Sportpalast vom 18. bis 21. Mai Fotografien und Skulpturen. Jedes Teilnehmerland konnte für beide Kategorien jeweils einen Künstler bestimmen. Für Deutschland stellte der Lüdenscheider Fotograf Dirk Jung eine Fotografie der Sängerin Gracia Baur aus. Eine Skulptur reichte Deutschland nicht ein.

## Kontroverse zur Wahl des österreichischen Teilnehmers
Alf Poier vertrat 2003 Österreich beim Eurovision Song Contest. Mit seinem Titel Weil der Mensch zählt erreichte er den 6. Platz, das beste Abschneiden für Österreich seit 1989. Sein Lied und seine Bühnenshow waren eine Parodie des Pop-Geschäfts.
Im Februar 2005 wollte er ein zweites Mal beim Eurovision Song Contest antreten, doch in der österreich-internen Entscheidungs-Show (song.null.fünf) wurde er mit dem Lied Good Old Europe Is Dying mit 4 Punkten Abstand Zweiter. Allerdings wurde er dabei ein Opfer eines Wertungssystems, das die Stimmen ungleich gewichtete: Der Veranstalter ORF ließ die Zuschauer per Telefon und getrennt dazu per SMS abstimmen. Jedes Bundesland hatte gleich viele Punkte zu vergeben – ob das Burgenland oder das sechsmal so große Wien. Die gesamte Stimmabgabe über SMS zählte zusammen nur so viel wie ein einzelnes „zehntes“ Bundesland. Diese ungleiche Gewichtung brachte Poier mit rund 106.000 abgegebenen Stimmen auf Platz 2 hinter die Band Global Kryner, die zwar nur rund 60.000 Stimmen erhielt, aber im Gegensatz zu Poier hauptsächlich von Festnetzanrufern aus Vorarlberg und dem Burgenland mit höherem Stimmgewicht unterstützt wurde.
Die ursprünglich geplante direkte Auswertung wurde erst wenige Tage vor der Abstimmung durch den beschriebenen indirekten Modus ersetzt; manche Interessierte fassten dies als gezieltes Manöver zur „Verhinderung“ des künstlerisch sperrigen und dezidiert nicht folkloristischen Poier auf.
Alf Poiers Stellungnahme dazu:
„Wer auf dieser Welt Gerechtigkeit fordert, ist ein Idiot!“
„Wer auf dieser Welt Verständnis fordert, ist geistesgestört!“
„Ich danke euch allen im Namen der Wahrheit!“
„Alf Poier Platz 2 mit 106.000 Stimmen“
„Global Kryner Platz 1 mit 60.000 Stimmen“
„Euer geistesgestörter Idiot Alf Poier“